# Campanula mollis
Campanula mollis — вид квіткових рослин родини дзвоникові (Campanulaceae).

## Етимологія
лат. mollis — «м'який, ніжний».

## Опис
Рослина покрита сивим волоссям, надаючи їй бархатистість і ніжний вигляд. Як у майже всіх видів дзвіночків листки при основі дещо відрізняються від тих, що підняті на стеблі. Квітки дуже ефектні, з синіми пелюстками.

## Поширення
Батьківщина: Північна Африка: Алжир; Марокко. Європа: Іспанія, Гібралтар. Заглиблюється своїм корінням в тріщини вапнякових скель.

## Використання
Культивується.